# Air France
Air France (Compagnie Nationale Air France) este o companie subsidiară a Air France-KLM. Înainte de fuziunea cu KLM, a fost linia aeriană națională a Franței, cu 71,654 de angajați (în martie 2004). Nod principal la Aeroportul Internațional Charles de Gaulle, lângă Paris.
În anul 1969 Air France a semnat un acord cu British Airways pentru construirea avionului Concorde.
În anul 2007, compania a avut 240 destinații, 73,4 milioane pasageri, și o cifră de afaceri de 17,3 miliarde Euro.